# 北角碼頭巴士總站
北角碼頭巴士總站（英語：North Point Ferry Pier Bus Terminus）曾是香港島最大型的露天巴士總站，有14條巴士路線，位於書局街和琴行街之間的海港道，即北角碼頭前。2016年5月14日，露天總站以東的新有蓋總站啟用，舊有露天總站停止運作，原有路線遷往新總站。原址現為北角匯2期商場。

## 歷史

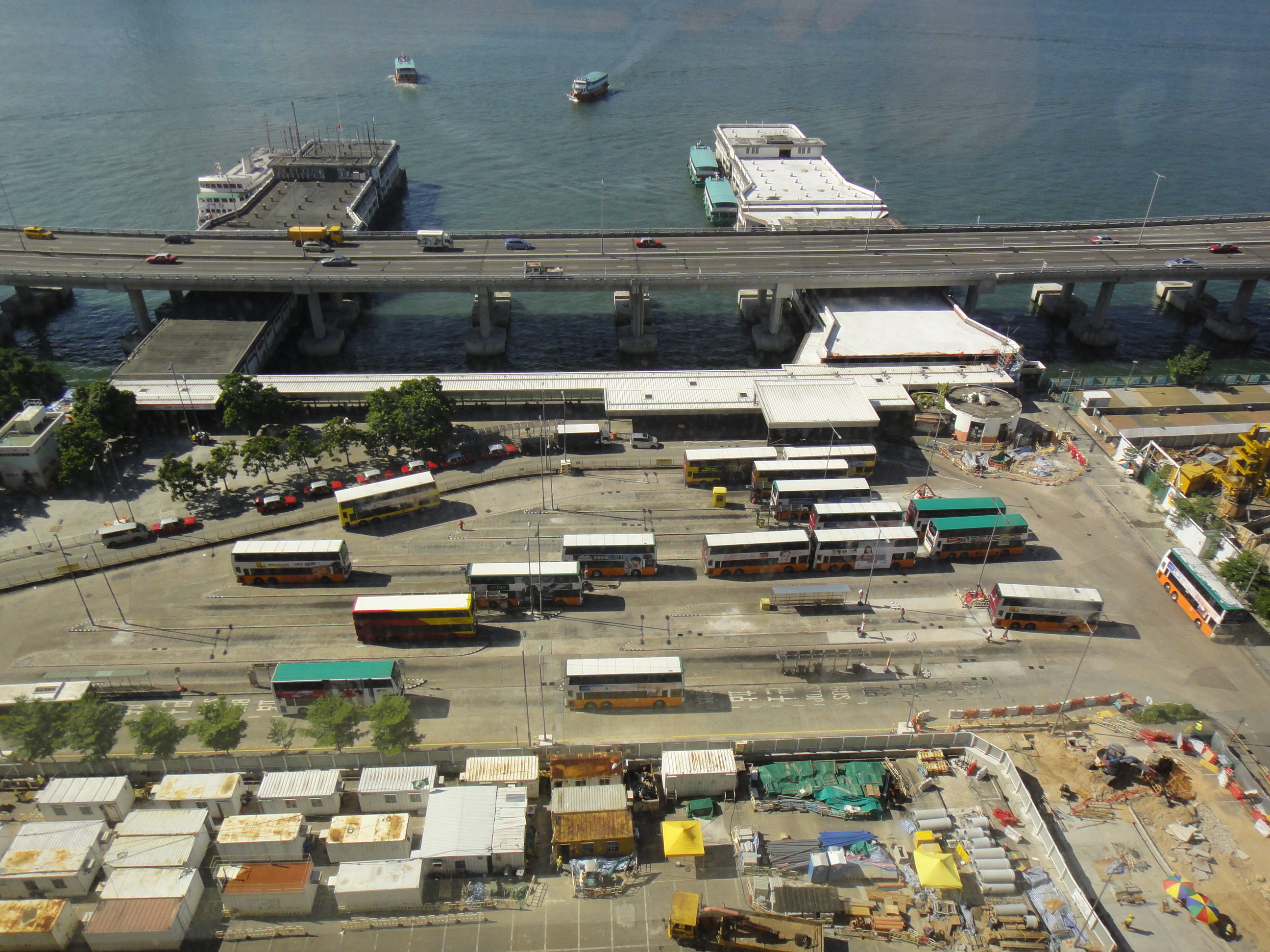
俯瞰北角碼頭巴士總站（2013年）

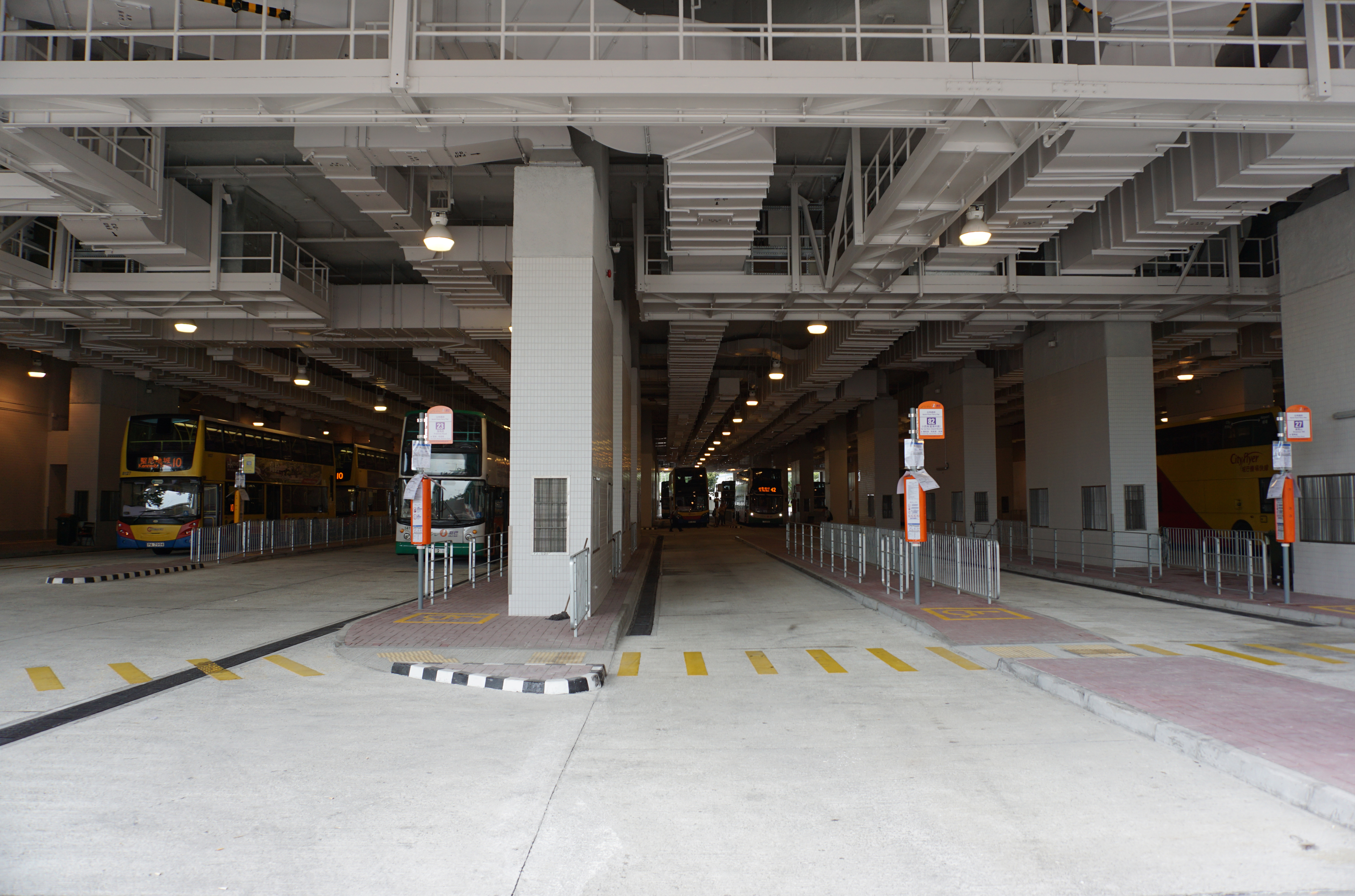
於2016年5月14日起啟用的北角碼頭公共運輸交匯處，為室內總站

此總站於1958年5月2日啟用，最初只有兩條巴士線。隨着東區人口增加及巴士網絡擴展，已成為東區三大巴士總站之一，設有11條巴士車坑。而總站內的圓形車長休息室，更是中巴年代遺物。
到2003年，鄰近北角碼頭巴士總站的北角邨被拆卸，過海隧道巴士N122線延至筲箕灣。因應北角邨地皮重建計劃發展，原有之北角碼頭露天總站於2016年5月14日凌晨起停用，由其東面的全新室內總站「北角碼頭公共運輸交匯處」取代。
- 1951年8月1日：中巴10線投入服務。
- 1962年10月1日：中巴19線投入服務。
- 1963年9月1日：中巴8A線投入服務（現82線）。
- 1965年4月11日：中巴23線投入服務。
- 1975年12月17日：中巴、九巴122線投入服務（現N122線，現延至筲箕灣）。
- 1976年11月16日：中巴41線投入服務（現41A線）。
- 1978年3月1日：中巴85線投入服務。
- 1978年4月3日：中巴27線投入服務。
- 1980年8月18日：中巴63線投入服務。
- 1986年5月18日：中巴65線投入服務。
- 1981年10月26日：中巴38線投入服務。
- 1983年5月2日：中巴23B線特別班次投入服務。
- 1985年11月18日：中巴42線投入服務。
- 1994年11月28日：中巴99線投入服務（延至西灣河碼頭，現延至筲箕灣）。
- 1998年7月6日：城巴A11線投入服務。
- 2003年3月10日：新巴18P線投入服務（現延至北角（健康中街））。
- 2005年8月16日：城巴R11線投入服務。
- 2011年3月21日：新巴42C線投入服務。
- 2013年1月14日：城巴R11線停止服務[2]。
- 2013年3月24日：新巴19線改由城巴營運並延長至小西灣（藍灣半島），不再使用此總站[3]。
- 2013年7月14日：城巴85線大部份班次延長至寶馬山並改為循環線，不再使用此總站[4]。
- 2014年11月24日：過海隧道巴士682C線投入服務，取代原有香港居民巴士NR89線，下午班次由此開出[5]。
- 2016年5月13日：舊有露天總站停止運作前，有不少巴士迷特意到此拍照留念，對巴士站即將關閉，感到可惜。[6]
- 2016年5月14日：露天總站以東的新有蓋總站啟用，舊有露天總站停止運作，原有路線遷往新總站[7][8][9][10][11][12][13][14][15][16][17][18][19][20]。

## 總站路線資料

### 城巴10線
- 北角碼頭 ↔ 堅尼地城

1951年8月1日投入服務，取代2號線北角至中環短程班次，當時由中巴營辦，來往北角至水坑口（即今日上環），1956年3月1日起延至西營盤（當時總站為東邊街，1962年3月11日遷往正街），1980年5月1日起配合中巴路線重組而延至堅尼地城。本線由於貫穿港島心臟地帶，加上收費便宜，一直以來吸引不少沿線居民乘搭，令客量十分龐大，一度是中巴的皇牌市區路線。乘客除了是來往沿線各站的流水客外，也有來往北角和西環的乘客。但不論如何，這些乘客都是本線的重要客源。

### 新巴23線
- 蒲飛路 ↔ 北角碼頭

1965年4月11日投入服務，由中巴營辦，1993年10月23日增派空調巴士行走，1998年9月1日中巴專營權結束後由新巴接辦。

### 新巴27線
- 北角碼頭 ↺ 寶馬山

1978年4月3日投入服務，一向以來是來往寶馬山上學學生及寶馬山居民出入的主要路線之一，亦是當時唯一寶馬山來往東區巴士線，直至城巴529線在1997年5月26日投入服務後，才打破寶馬山來往東區巴士線的壟斷局面。

### 新巴38線
- 置富花園 ↔ 北角碼頭

1981年10月26日投入服務，當時由中巴經營，初時來往北角（馬寶道）至置富花園，取道南風道、黃泥涌峽道和司徒拔道，晚間班次更繞經華富邨，1982年3月15日香港仔隧道通車隨即改經，1983年5月2日起遷往北角碼頭。由於本線相比41線直接得多，改經香港仔隧道後情形更加明顯，因此香港仔居民多採用本線來往東區而捨棄乘搭41，而客量也不斷膨脹，達至飽和的地步。

### 城巴41A線
- 華富（中） ↔ 北角碼頭（經南風道）

1976年11月16日投入服務，是第二條來往南區至東區的巴士路線（第一條來往南區至東區的巴士路線為中巴9線，於1951年4月16日起投入服務），也是首條服務香港仔至港島東區的巴士路線。初時來往北角碼頭至華富（北），經南風道、黃泥涌峽道、大坑道、勵德邨及雲景道。海洋公園於1977年啟用後，於1977年1月23日起逢假日部份班次繞經海洋公園（1985年11月18日起取消繞經），隨著南區人口增加，同年9月26日起延長服務時間至晚上，1979年9月16日起遷往華富（中）巴士總站。 

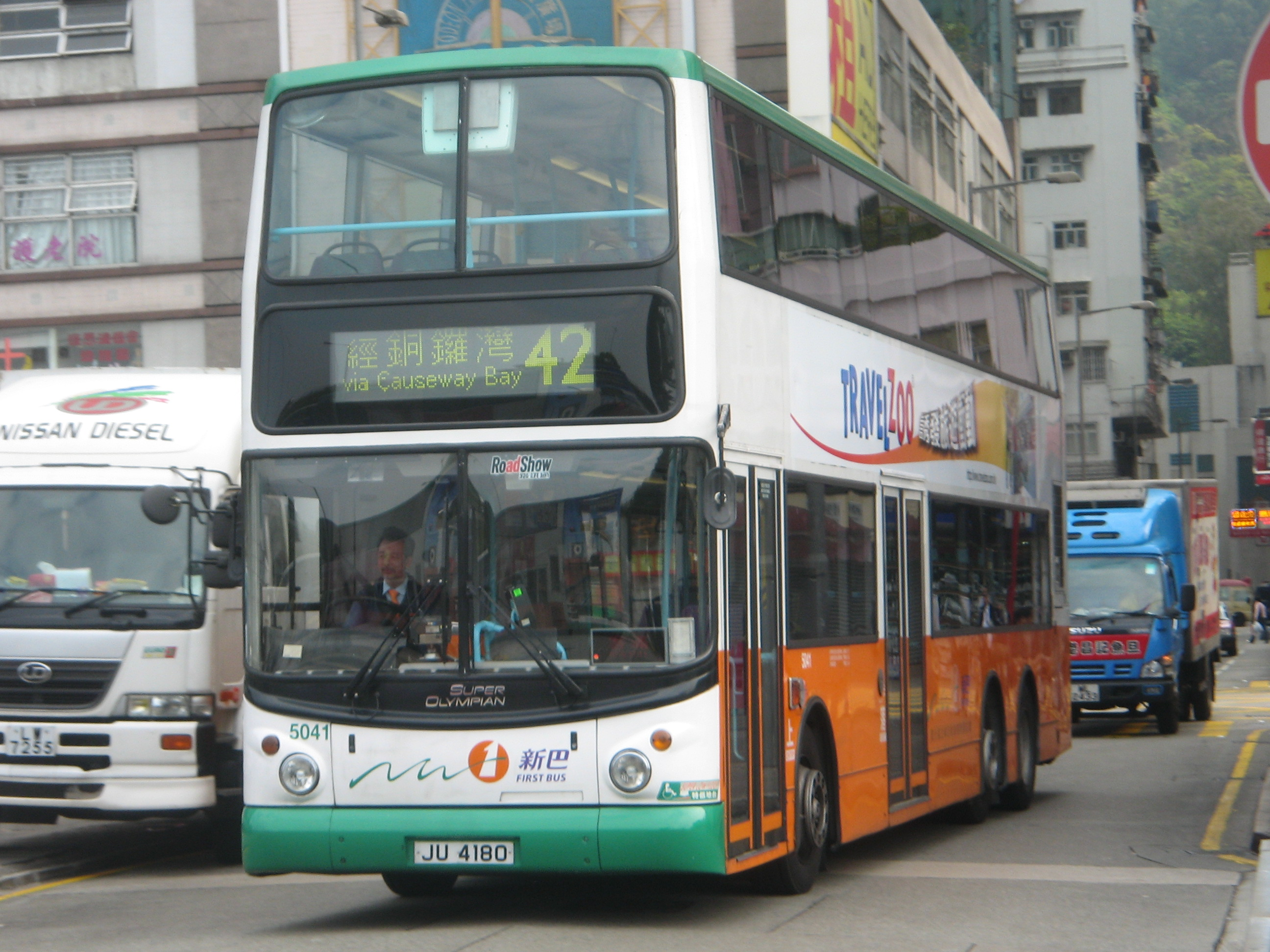
新巴42線巴士準備駛入北角碼頭巴士總站

### 新巴42線
- 華富（南） ↔ 北角碼頭（經香港仔隧道）

1985年11月18日投入服務，當時只於平日上下午繁忙時間提供服務，以輔助38號線，1987年3月15日起擴展至平日早上至黃昏服務，同年8月16日增設假日服務，1995年10月29日增派空調巴士行走，1998年9月1日中巴專營權結束後改由新巴接辦，1999年7月26日服務延長至午夜，與38號線正式分開，分流來往華富邨及置富花園的乘客，2000年起改為全空調服務。 

### 新巴42C線
- 北角碼頭 ↔ 數碼港

於2011年3月21日投入服務，只於平日繁忙時間提供服務，為新巴42線的特別班次。

### 新巴63線
- 北角碼頭 ↔ 赤柱監獄

1980年8月18日投入服務，取代62號線（北角碼頭至舂磡角，已取消）於平日的服務，初時來往北角碼頭至赤柱村，只於平日提供服務，取道赤柱峽道及赤柱村道，1990年延至赤柱監獄，1995年9月1日起來回程繞經舂磡角及馬坑邨，1998年9月1日中巴專營權結束後改由新巴接辦，2000年2月28日起配合佳美道延長段通車，改經馬坑邨公共交通交匯處，不再經赤柱峽道。由於班次疏落及服務時間有限，加上受到專線小巴40號的競爭，客量只是一般，但上下課時間亦有不少學生乘搭本線來往赤柱及大坑道的學校上下課。

### 新巴65線
- 北角碼頭 ↔ 赤柱市集

1986年5月18日投入服務，以取代62號線（北角碼頭至舂磡角）的服務，只於假日提供服務。雖有專線小巴40號的競爭，但都有一定客量，主要客源是來往淺水灣及赤柱遊覽的遊客及市民，在泳季本線客量更供不應求。最初途經赤柱峽道，後來63號線於1995年9月1日起繞經舂磡角及馬坑後，該帶居民認為只有平日才有巴士來往銅鑼灣及北角，甚為不公平，因此於1997年3月29日起來回程繞經舂磡角及馬坑，1998年9月1日中巴專營權結束後改由新巴接辦，2000年2月28日起配合佳美道延長段通車，改經馬坑公共交通交匯處，不再經赤柱峽道。

### 新巴82線
- 小西灣（藍灣半島） ↔ 北角碼頭（經柴灣道）

原名8A，於1963年9月1日起投入服務，配合油麻地小輪公司增闢北角至九龍城及北角至紅磡的渡輪航線，當時由中巴營辦。本線可追溯至1959年12月中巴開辦的一條沒有編號的路線（筲箕灣←→柴灣徙置區），當時以12座位小型巴士行走，1961年2月8日起延長為太古船塢（東閘）至柴灣，柴灣總站當時設於柴灣徙置區（今永利中心），1963年5月16日起加開平日早上由柴灣單向往北角的特別班次，直至1963年9月1日，該無編號路線停止服務，改由8A號線提供服務，至42年後，總站遷至今日的小西灣（藍灣半島）。

### 城巴85線（每日2320後班次）
- 小西灣（藍灣半島） ↔ 北角碼頭（經阿公岩道）

1978年3月1日起配合明華大廈入伙及亞公岩一帶發展而開辦，初時由中巴經營，1995年9月1日起改由城巴接辦，是城巴於1995年9月1日接辦的第二批14條中巴路線之一，也是城巴首條服務柴灣區的港島非過海路線，也標示著城巴服務正式踏進柴灣。2013年7月14日，本線與529合併，每日23:20前總站由北角碼頭延長至寶馬山，23:20後班次則維持以北角碼頭作總站。

### 城巴85A線（下午班次）
- 北角碼頭 → 筲箕灣

### 過海隧道巴士682C線（下午班次）
- 未有資料，請加入至Module:香港巴士/crh。

於2014年11月24日投入服務，取代原有居民巴士NR89線，下午班次途經鰂魚涌、太古城、西灣河、東區海底隧道、觀塘繞道及大老山隧道，只於平日下午繁忙時間提供服務。

### 城巴A11線

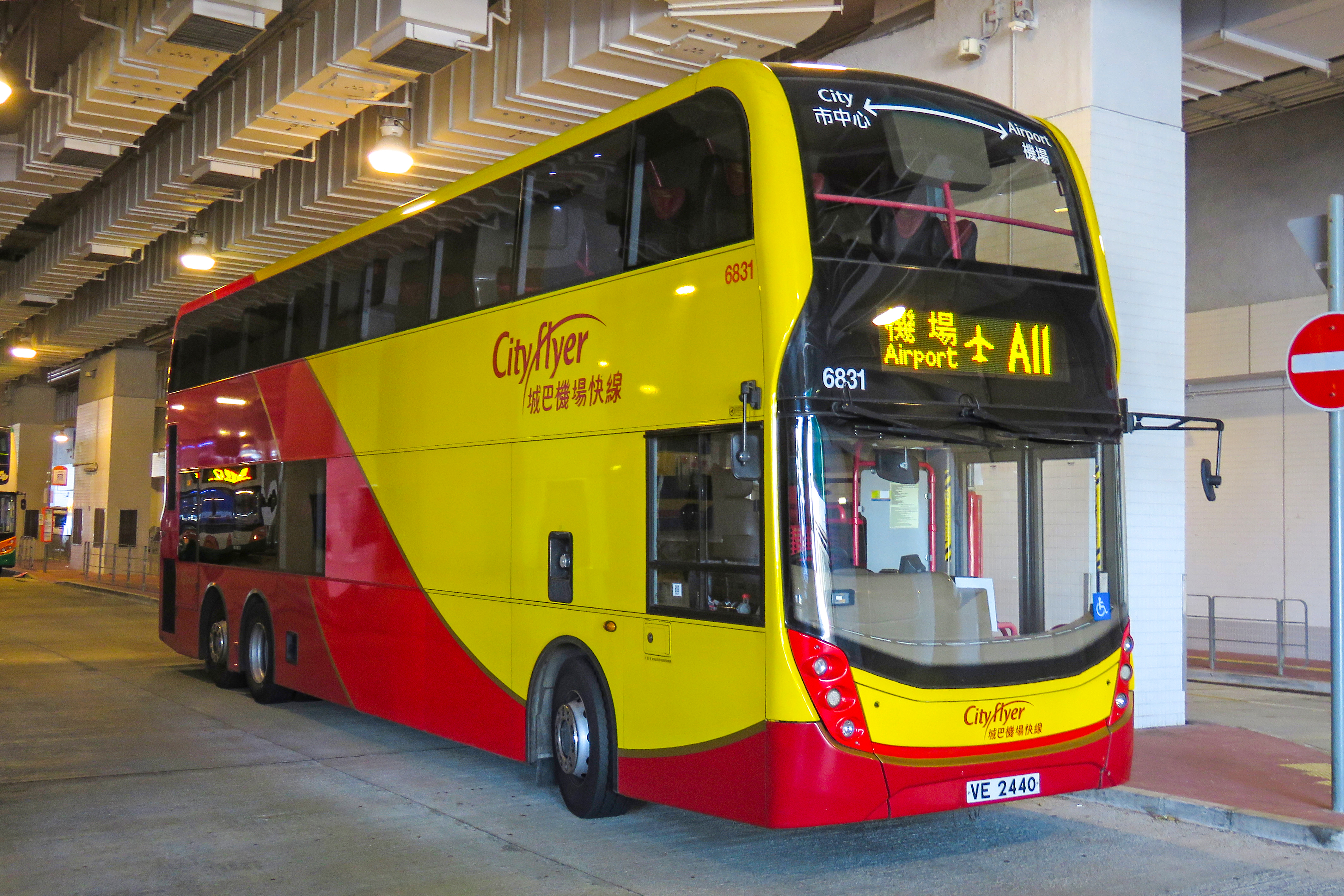
在總站內等待發車的A11線

- 北角碼頭 ↔ 機場

1998年7月6日隨新機場啟用而開辦，最初只前往銅鑼灣（摩頓台），同年12月20日遷往天后地鐵站，往赤鱲角機場行經告士打道、金鐘道及皇后大道中，往港島則行經德輔道中及軒尼詩道，但由於中環德輔道中及皇后大道中一帶經常交通擠塞，令行車時間加長，使居民及遊客改乘昂貴但更快捷的港鐵機場快綫前往機場，導致乘客流失。
而在2001年4月2日，本線及A12線作出了大型重組，往機場方向改由告士打道直入夏愨道直往中環，不停金鐘，往港島方向則改行干諾道中而不經德輔道中，以圖搶回機場快線乘客。由於本線途經港島區多間酒店，因此會有很多遊客乘搭來往機場及酒店區。

### 城巴NA11線
- 北角碼頭 ↔ 港珠澳大橋香港口岸（經機場客運大樓）

於2016年7月16日投入服務，途經炮台山、大坑（只限去程）、天后（只限回程）、銅鑼灣、灣仔、金鐘（只限回程）、中環、上環、西區海底隧道、西九龍公路、昂船洲大橋、青嶼幹線、一號客運大樓及二號客運大樓，只於深宵時段提供服務。

## 利用狀況
由於有大量南區和東區路線和往機場的路線，鄰近北角碼頭、新光戲院，所以有很多人使用。
在八十年代東區海底隧道通車前，北角碼頭設有來往觀塘碼頭的渡輪服務，因此吸引不少九龍東及新界的居民使用渡輪服務到北角碼頭，然後轉乘巴士前往目的地。

## 外部連結
- 北角碼頭巴士總站（页面存档备份，存于），城巴／新巴